# Kaplica Narodzenia Pana Jezusa w Myszkowie
Kaplica Narodzenia Pana Jezusa w Myszkowie – rzymskokatolicka kaplica mieszcząca się w Myszkowie, w dzielnicy Mijaczów, przy ulicy Kazimierza Pułaskiego. 
Kaplica pod wezwaniem Narodzenia Najświętszej Maryi Panny powstała na przełomie XVII i XVIII wieku; istniała już w 1790 roku w jednym z pokojów pałacu Joachima Borowskiego. W połowie XIX wieku pałac został rozebrany, pozostały tylko kaplica i piwnice. W 1907 roku ówczesny właściciel dóbr mijaczowskich - Baueretz zezwolił na to, by kaplica służyła mieszkańcom i od 1911 roku pełniła funkcję kościoła parafialnego dla Myszkowa. W roku 1973 przeprowadzono generalny remont, wygospodarowano dodatkowe kaplice w podziemiach. Budowla murowana o rzucie prostokąta, z niewielką przybudówką od zachodu, ściany wewnętrzne oszkarpowane, w murze na przedłużeniu ściany północnej znajduje się portal ciosowy. Wnętrze przykryte sklepieniem kolebkowym z lunetami.